# Most Guglie
Ponte delle Guglie (hrv. Most Guglie) je jedan od dva mosta koji premošćuju Kanal Cannaregio u sestieru Cannaregio u Veneciji, Italija. Njegovo pravo ime je zapravo Ponte di Cannaregio, ali ga tako nitko ne zove, već Guglie zbog 2 obeliska na svakoj ulaznoj strani mosta (guglie = tornjići).

## Povijest
Na istom mjestu postojao je od 1285. drveni most, on je 1580. zamijenjen današnjim od cigli i kamena kojeg je su izveli klesari i arhitekti iz radionice Contini.
Most je obnavljan 1641. i 1677., te onda temeljno 1823. tad su mu dodata 4 ulazna obeliska.Ponovno je obnovljen 1987., tad je dobio metalne rukohvate, kamene stepenice i rampe za invalide. 
Preko tog mosta moraju proći svi oni koji se upute u centar Venecije na Trg svetog Marka pješke preko Cannaregia sa
Piazzale Roma ili sa željezničke stanice Santa Lucia.
Most se nalazi pored ušća Kanala Cannaregio u Kanal Grande, nedaleko stanice Santa Lucia.

## Vanjske poveznice
- Ponte delle Guglie
- Fotografije mosta Ponte delle Guglie